# Haemaphysalis primitiva
Haemaphysalis primitiva är en fästingart som beskrevs av Teng 1982. Haemaphysalis primitiva ingår i släktet Haemaphysalis och familjen hårda fästingar. Inga underarter finns listade i Catalogue of Life.